# Reinhard Dettmann
Reinhard Dettmann (* 19. Mai 1950 in Teterow) ist ein deutscher Physiker, Politiker (parteilos) und Bürgermeister.

## Biografie

### Familie, Ausbildung und Beruf
Dettmann absolvierte von 1956 bis 1968 die Schule und das Gymnasium/Oberschule in Teterow und schloss 1968 mit dem Abitur ab. Von 1968 bis 1975 studierte er Physik an der Universität Rostock. Er promovierte 1976 in Rostock mit der Dissertation Der Einfluss dynamischer Prozesse auf die Bilanzgleichungen der hohen Ionosphäre.
Bis 1990 arbeitete er in der medizinischen Stimm- und Sprachakustik in Rostock. Er liebte und pflegte die plattdeutsche Sprache.
Dettmann war bis 1987 verheiratet mit Sabine Dettmann; zwei Töchter kamen aus dieser Ehe. Er ist danach verheiratet mit Katrin Dettmann; beide haben zwei Söhne.

### Politik
Nach der Wende wurde er im Dezember 1989 Mitglied im Neuen Forum, der Bürgerbewegungen in der Zeit der friedlichen Revolution in der DDR.
Im Mai 1990 wurde er in den Kreistag des Landkreises Teterow gewählt. Er wurde 1994 bis 2011 wiedergewählt in den neu gebildeten Landkreis  Güstrow und 2014 bzw. 2019 im Landkreis Rostock. Er war Mitglied des Präsidiums des Kreistages.
Im Juni 1990 erfolgte seine Wahl zum hauptamtlichen Bürgermeister der Stadt Teterow. Dieses Amt übte er nach Wiederwahlen 1994, 2001 und 2009 28 Jahre lang aus. 
In seiner Amtszeit realisierte er die Stadterneuerung im Rahmen der Städtebauförderung, verbunden mit der Sanierung des Rathauses, der Stadtmühle Teterow, des Bahnhofs Teterow (Kulturbahnhof mit Galerie) sowie vieler Straßen, Plätze und Häuser. Eine Galerie, das Theater, das Museum und eine Stadtbibliothek wurden eingerichtet. Im Wirtschaftsbereich siedelten sich auf Grund seiner Initiative Technologiefirmen und Unternehmen der Gesundheitsbranche an u. a. Miltenyi Biotec, Allmed Medical Industries, Apex Energy, Compac, AdFiS Products, emano Kunststofftechnik, biocell und Delta Select sowie der größte Schlachthof im Nordosten.
Dettmann gründete 1991 mit anderen Bürgermeistern den Städte- und Gemeindetag Mecklenburg-Vorpommern. Von 1999 bis 2019 war er Vorsitzender (Nachfolger: Thomas Beyer) und seit 2019 ist er Ehrenvorsitzender des Gremiums.

### Weitere Mitgliedschaften
- Mitglied des Präsidiums des Deutschen Städte- und Gemeindebundes von 1999 bis 2018
- Mitglied des Hauptausschusses des Deutschen Städtetages von 1999 bis 2018
- Mitglied des Ausschusses Mittlere Städte des Deutschen Städtetages und Vorsitzender von 2007 bis 2018
- 2001 Gründungsmitglied des Vereins Bio Con Valley Teterow
- Vorstand der Landesvereinigung für Gesundheitsförderung
- Kuratorium Gesundheitswirtschaft
- Thünengesellschaft; stellv. Vorsitzender

### Ehrungen
- Bundesverdienstkreuz am Bande, 2018
- Ehrenvorsitzender des Städte- und Gemeindetages Mecklenburg-Vorpommern, 2019
- Ehrenpreis des Ostens, 2020, Macher 30[4]

## Werke
- Einfluss dynamischer Prozesse auf die Bilanzgleichung der hohen Ionosphäre, 1976
- Teterow: Kunsthaus-Verlag, 2002
- Wirtschaftliche Entwicklung Teterows nach 1990. In: Teterow 775 Jahre – 1235–2010